# Dreisbachia
Dreisbachia är ett släkte av steklar som beskrevs av Henry Keith Townes, Jr. 1962. Dreisbachia ingår i familjen brokparasitsteklar.
Kladogram enligt Catalogue of Life och Dyntaxa:
| Dreisbachia | \| \| Dreisbachia amurensis \| \| \| \| \| \| Dreisbachia aperta \| \| \| \| \| \| Dreisbachia avivae \| \| \| \| \| \| Dreisbachia dotae \| \| \| \| \| \| Dreisbachia eberhardi \| \| \| \| \| \| Dreisbachia flavifrontalis \| \| \| \| \| \| Dreisbachia lutea \| \| \| \| \| \| Dreisbachia mira \| \| \| \| \| \| Dreisbachia navajo \| \| \| \| \| \| Dreisbachia pictifrons \| \| \| \| \| \| Dreisbachia punctata \| \| \| \| \| \| Dreisbachia slossonae \| \| \| \| |
|             | \| \| Dreisbachia amurensis \| \| \| \| \| \| Dreisbachia aperta \| \| \| \| \| \| Dreisbachia avivae \| \| \| \| \| \| Dreisbachia dotae \| \| \| \| \| \| Dreisbachia eberhardi \| \| \| \| \| \| Dreisbachia flavifrontalis \| \| \| \| \| \| Dreisbachia lutea \| \| \| \| \| \| Dreisbachia mira \| \| \| \| \| \| Dreisbachia navajo \| \| \| \| \| \| Dreisbachia pictifrons \| \| \| \| \| \| Dreisbachia punctata \| \| \| \| \| \| Dreisbachia slossonae \| \| \| \| |
|             | Dreisbachia amurensis |
|             | |
|             | Dreisbachia aperta |
|             | |
|             | Dreisbachia avivae |
|             | |
|             | Dreisbachia dotae |
|             | |
|             | Dreisbachia eberhardi |
|             | |
|             | Dreisbachia flavifrontalis |
|             | |
|             | Dreisbachia lutea |
|             | |
|             | Dreisbachia mira |
|             | |
|             | Dreisbachia navajo |
|             | |
|             | Dreisbachia pictifrons |
|             | |
|             | Dreisbachia punctata |
|             | |
|             | Dreisbachia slossonae |
|             | |